# Tipula (Lunatipula) rossmani
Tipula (Lunatipula) rossmani is een tweevleugelige uit de familie langpootmuggen (Tipulidae). De soort komt voor in het Nearctisch gebied.